# 매켄지 크룩
매켄지 크룩(Mackenzie Crook, 1971년 9월 29일 ~ )은 잉글랜드의 배우이다.

## 출연 작품
- 캐리비안의 해적
- 캐리비안의 해적2
- 캐리비안의 해적3
- 베니스의 상인 - 란슬롯 고보 역